# Fröskogs socken
Fröskogs socken i Dalsland ingick i Tössbo härad, ingår sedan 1971 i Åmåls kommun och motsvarar från 2016 Fröskogs distrikt.
Socknens areal är 58,72 kvadratkilometer varav 50,26 land. År 2000 fanns här 636 invånare. Tätorten Fengersfors samt kyrkbyn Fröskog med sockenkyrkan Fröskogs kyrka ligger i socknen.   

## Administrativ historik
Socknen har medeltida ursprung.
Vid kommunreformen 1862 övergick socknens ansvar för de kyrkliga frågorna till Fröskogs församling och för de borgerliga frågorna bildades Fröskogs landskommun. Landskommunen uppgick 1952 i Tössbo landskommun som 1971 uppgick i Åmåls kommun. Församlingen uppgick 2006 i Fröskog-Edsleskogs församling som 2010 uppgick i Åmåls församling.
1 januari 2016 inrättades distriktet Fröskog, med samma omfattning som församlingen hade 1999/2000.
Socknen har tillhört län, fögderier, tingslag och domsagor enligt vad som beskrivs i artikeln Tössbo härad. De indelta soldaterna tillhörde Västgöta-Dals regemente och Tössbo kompani.

## Geografi
Fröskogs socken ligger sydväst om Åmål kring Ärrsjön och andra sjöar. Socknen är en starkt kuperad sjörik skogsbygd.

## Fornlämningar
Några boplatser och en hällkista från stenåldern har påträffats, liksom från senare perioder en hällristning och en fornborg.

## Namnet
Namnet skrevs 1531 Fröskog innehåller i sin förled ett äldre namn på Knarrbyån. Ånamnet innehåller frö, 'fruktbar, frodig' och kan syfta på rikedom på vattenväxter eller god tillgång på fisk. Hela namnet kan då tolkas 'skog(sbygd)en kring Frö' och kan varit namnet på gården vid kyrkan, Stommen.

## Befolkningsutveckling
| Befolkningsutvecklingen i Fröskogs socken 1780–1990                                                     | Befolkningsutvecklingen i Fröskogs socken 1780–1990 | Befolkningsutvecklingen i Fröskogs socken 1780–1990 | Befolkningsutvecklingen i Fröskogs socken 1780–1990 | Befolkningsutvecklingen i Fröskogs socken 1780–1990 |
| --- | --------------------------------------------------- | --------------------------------------------------- | --------------------------------------------------- | --------------------------------------------------- |
| |                                                     |                                                     |                                                     |                                                     |
| År |                                                     |                                                     | Folkmängd                                           |                                                     |
| 1780 | 1780                                                |                                                     | 601                                                 |                                                     |
| 1790 | 1790                                                |                                                     | 535                                                 |                                                     |
| 1810 | 1810                                                |                                                     | 586                                                 |                                                     |
| 1820 | 1820                                                |                                                     | 674                                                 |                                                     |
| 1830 | 1830                                                |                                                     | 814                                                 |                                                     |
| 1840 | 1840                                                |                                                     | 974                                                 |                                                     |
| 1850 | 1850                                                |                                                     | 1 142                                               |                                                     |
| 1860 | 1860                                                |                                                     | 1 316                                               |                                                     |
| 1870 | 1870                                                |                                                     | 1 317                                               |                                                     |
| 1880 | 1880                                                |                                                     | 1 205                                               |                                                     |
| 1890 | 1890                                                |                                                     | 1 110                                               |                                                     |
| 1900 | 1900                                                |                                                     | 1 043                                               |                                                     |
| 1910 | 1910                                                |                                                     | 1 294                                               |                                                     |
| 1920 | 1920                                                |                                                     | 1 431                                               |                                                     |
| 1930 | 1930                                                |                                                     | 1 315                                               |                                                     |
| 1940 | 1940                                                |                                                     | 1 284                                               |                                                     |
| 1950 | 1950                                                |                                                     | 1 144                                               |                                                     |
| 1960 | 1960                                                |                                                     | 1 100                                               |                                                     |
| 1970 | 1970                                                |                                                     | 936                                                 |                                                     |
| 1980 | 1980                                                |                                                     | 827                                                 |                                                     |
| 1990 | 1990                                                |                                                     | 716                                                 |                                                     |
| Anm: Källor: Umeå universitet - Tabellverket 1749-1859, Demografiska databasen, CEDAR, Umeå universitet |                                                     |                                                     |                                                     |                                                     |